# Elijahu Guttmacher
Eliasz Guttmacher (ur. 15 sierpnia 1796 lub 1795 w Borku, zm. 1874 w Grodzisku Wielkopolskim) – cadyk, rabin w Pleszewie i Grodzisku Wielkopolskim, prekursor syjonizmu.

## Pochodzenie i młodość
Urodził się 15 sierpnia 1796 roku w Borku – mieście położonym w województwie wielkopolskim, jako syn rabina Salomona Guttmachera. Jako dziecko uczęszczał do chederu. W wieku 19 lat został uczniem Akiwy Egera w Poznaniu. Kilka lat później ożenił się i kontynuował studia, wykazując większe zainteresowanie chasydyzmem, mistycyzmem i kabałą.

## Rabin i cadyk
Po siedmiu latach nauki u rabina Akiwy Egera przyjął rabinat. Od 1822 roku, dzięki rekomendacji Egera, Guttmacher został rabinem w Pleszewie, jednocześnie prowadząc jesziwę. Od 1841 roku pełnił funkcję rabina w Grodzisku Wielkopolskim. Niesamowita erudycja i sposób postrzegania świata Eliasza Guttmachera sprawiła, że stał się sławny wśród społeczności żydowskich na całym świecie. Z czasem zaczęły odbywać się pielgrzymki do Guttmachera. Ludzie prosili go o amulety, które miały chronić przed chorobami. Zadawali również pytania i oczekiwali porad w osobistych sprawach. Mimo starań i próśb cadyka, ludzie nie zaprzestawali odwiedzin i pisania listów do Eliasza.

## Działalność
Guttmacher mimo wiary w Mesjasza uważał, że nie można biernie czekać na odkupienie i zbawienie. Jedynym sposobem na osiągnięcie tego celu jest analiza, konstruktywne działanie i praca. Jego analizy i prace miały fundamentalny wpływ na powstanie ruchu Habbat Zion. Wspierał Cwi Hirsz Kaliszera w zorganizowaniu grupy osadników żydowskich w Palestynie. Był obecny na konferencji w Toruniu, gdzie rozważano działalność na rzecz porozumienia społecznego. Został działaczem stowarzyszenia porozumienia Ziemi Izraela (Frankfurt nad Menem). Uważał, że Żydzi powinni wrócić na wieś, zająć się kupnem ziem, uprawą roli oraz życiem zgodnie z naturą. Zalecił finansowe wsparcie dla uczonych w Palestynie. W 1860 roku wystosował publiczny apel o fundusze. Zorganizował analityczną grupę kabalistyczną w Jerozolimie. Wraz z Jakubem Mordechajem Harszensonem ufundował dwa stypendia dla uczniów talmudycznych: „Sukat Szalom” oraz „Meor Jakow”.

## Ostatnie lata życia
Pod koniec życia znany był jako Tzadik Gratz. Mimo dobrej opinii skromnego i bezinteresownego człowieka, jak wielu cadyków w tym okresie, został posądzony o czerpanie finansowych korzyści z pełnionych przez siebie funkcji. Był rabinem w Grodzisku Wielkopolskim do dnia swojej śmierci 5 października 1874 roku. Tam właśnie zmarł w wieku 78 lat. Pochowany został na cmentarzu żydowskim w Grodzisku Wielkopolskim, a jego grób przez następne lata otoczony był wielką czcią. Jego imieniem nazwano kibuc, który znajduje się w Izraelu.

## Prace Guttmachera
- „Cafnat Panach” (1875)
- „Szenot Eliasz” (1879)
- „Sukat Szalom” (1883)

Współpracował przy publikacjach również z rabinem C. H. Kaliszerem oraz z Natanem Friedlandem.